# 黒田定治
黒田 定治（くろだ さだはる、文久3年11月12日（1863年12月22日） - 大正3年（1914年）4月13日）は、日本の教育者。

## 経歴
越後国高田城下（現在の新潟県上越市）出身。1884年（明治17年）、東京師範学校（のち東京高等師範学校）中学師範学科を卒業し、附属小学校訓導、本校訓導、同助教諭を歴任した。1890年（明治23年）より3年間、イギリス・フランス・ドイツに留学した。帰国後、東京高等師範学校教授となり、1896年（明治29年）に附属小学校主事を兼ねた。1897年（明治30年）からは東京女子高等師範学校教授を兼ね、1900年（明治33年）から東京女子師範学校専任となった。1913年（大正2年）に東京府豊島師範学校校長に転じた。

## 家族
- 父・黒田定仍（1828年生） ‐ 高田藩士[4]
- 妻・すて（1872年生） ‐ 高田藩士・中学教諭の江坂熊蔵（江坂徳蔵の父)の妹。[4][5]
- 長男・黒田武定（1889年生） ‐ 鉄道技師兼商工技師。東京帝国大学工科大学土木工学科卒業後、鉄道院技手を経て同技師、米独留学後、鉄道局技師。[6]
- 後妻・鏗示（1873年生） ‐ 尺秀三郎の妹[6]

## 著作

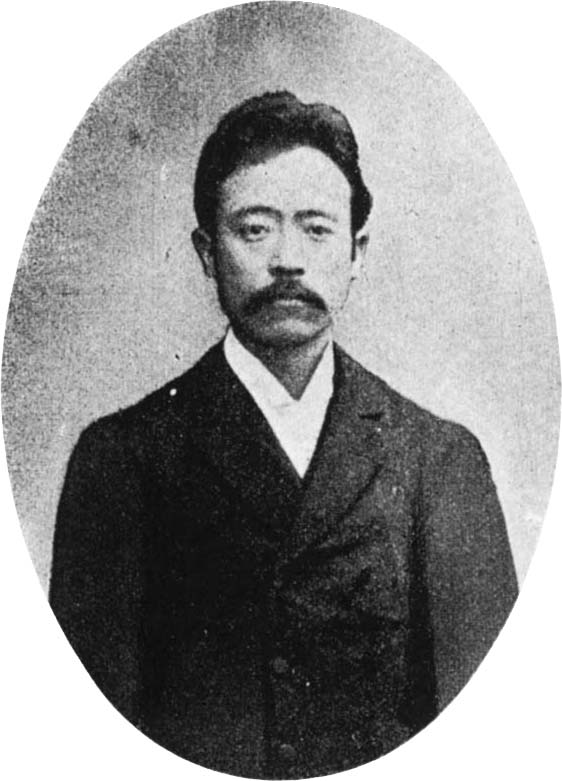
黒田定治

- 「故山川男爵」（『東京茗渓会雑誌』第182号、1898年3月）
- 「高等師範学校附属小学校 変遷談」（『教育学術界』第7巻第1号、1903年4月）

著書・編書
- 『単級教授成蹟報告』
  - 『大日本教育会雑誌』第87号、1889年6月 ／ 第88号、1889年7月
  - 仲新ほか編 『近代日本教科書教授法資料集成 第4巻 教授法書4』 東京書籍、1982年9月
- 『教授術』 木下邦昌同纂、文学社、1891年5月
  - 『新訂増補 教授術』 木下邦昌同纂、文学社編輯所訂正、文学社、1893年10月
  - 『新訂増補 教授術』 木下邦昌同纂、文学社編輯所訂正、文学社、1898年2月訂正再版
  - 井上敏夫ほか編 『近代国語教育論大系 2 明治期II』 光村図書出版、1975年3月 - 初版を抄録
- 『教授法筆記』 西遠私立教育会、1897年10月
- 『教育学講義筆記録』 関西図書、1898年12月
- 『学校管理法』 土肥健之助共著、普及舎、1899年6月
- 『心理学書解説 サレー氏児童心理学』 育成会、1900年
- 『教育学書解説 ラウリー氏教育学』 育成会、1901年
- 『単級教授法』 文学社、1902年12月
  - 『単級教授法』 冨山房、1905年9月 - 漢訳
- 『実践 教育学教科書』 東基吉共著、六盟館、1903年1月
- 『女子教科 実践教育学』 東基吉共著、成美堂書店ほか、1905年1月
- 『複式兼用 単級の教授及訓練』 大元茂一郎合著、目黒書店、1908年10月

## 関連文献
- 「黒田定治」（内尾直二編輯 『第三版 人事興信録』 人事興信所、1911年4月）
- 井上敏夫 「解題」（前掲 『近代国語教育論大系 2 明治期II』）
- 麻生千明 「黒田定治 : 単級教授法の創唱者」（唐沢富太郎編著 『図説 教育人物事典 : 日本教育史のなかの教育者群像 下巻』 ぎょうせい、1984年7月）
- 楠本恭之 「黒田定治の単級教授論」（『教育学研究紀要』第41巻第1部、中国四国教育学会、1996年3月）